# Jacques-François Walcher
Jacques-François Walcher, parfois orthographié Jacques-François Valcher, dit Walcher jeune ou Walcher oncle, né à Paris le 12 juillet 1793 et mort à Charenton-le-Pont le 14 mars 1878, est un sculpteur et dessinateur français.

## Biographie
Jacques-François Walcher est né à Paris en 1793 et entre à l'École des beaux-arts de Paris le 8 aout 1809. En 1814, il obtient un second prix de Rome pour Guerrier saisissant ses armes sur l’autel de la pairie. Dans sa séance du 12 décembre 1868, l'Institut de France lui accorde le prix Lambert. Il meurt à Paris en 1877.
Son neuveu Joseph Walcher, né à Paris le 20 octobre 1810, est également sculpteur.

## Œuvres
- « Androclès et le lion reconnaissant », modèle d'un bas-relief pour l'église Sainte-Geneviève à Paris (les événements de 1830 en empêchent la réalisation, Sainte-Geneviève étant redevenue le Panthéon).
- « La Vérité », statue en Allemagne.
- « Le génie de la France », statuette en bronze (1830).
- « La victoire de l'Est », bas-relief pour une des petites arcades internes de l'arc de triomphe de l'Étoile à Paris (1833).
- « Statue de sainte Christine », église de la Madeleine à Paris.
- « Statue de Voyer d'Argeuson », hôtel de ville de Paris.
- « Le génie de la Vendange », palais du Louvre, cour Napoléon III[5].

Œuvres de Jacques-François Walcher
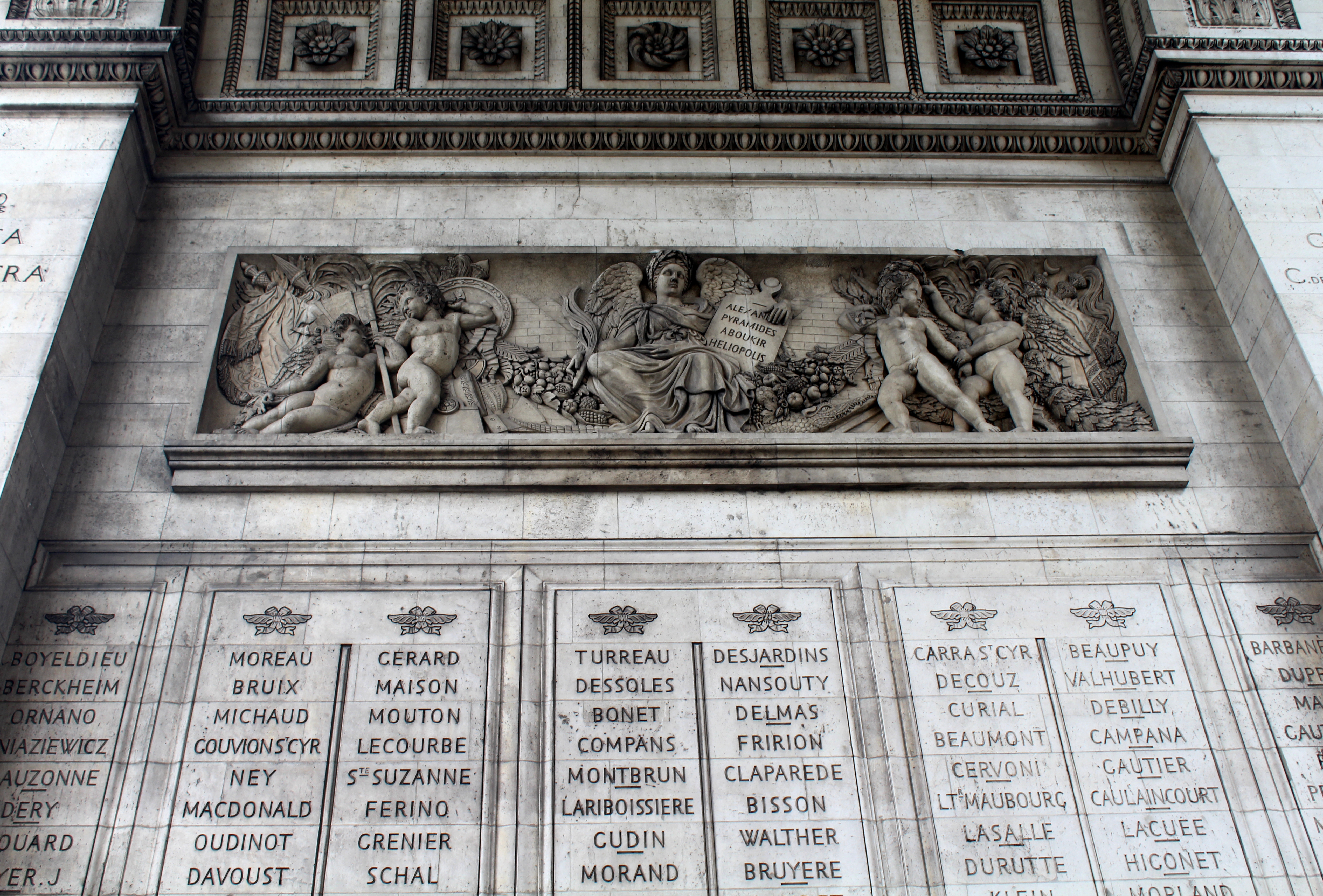
La victoire de l'Est, arc de triomphe de l'Étoile à Paris
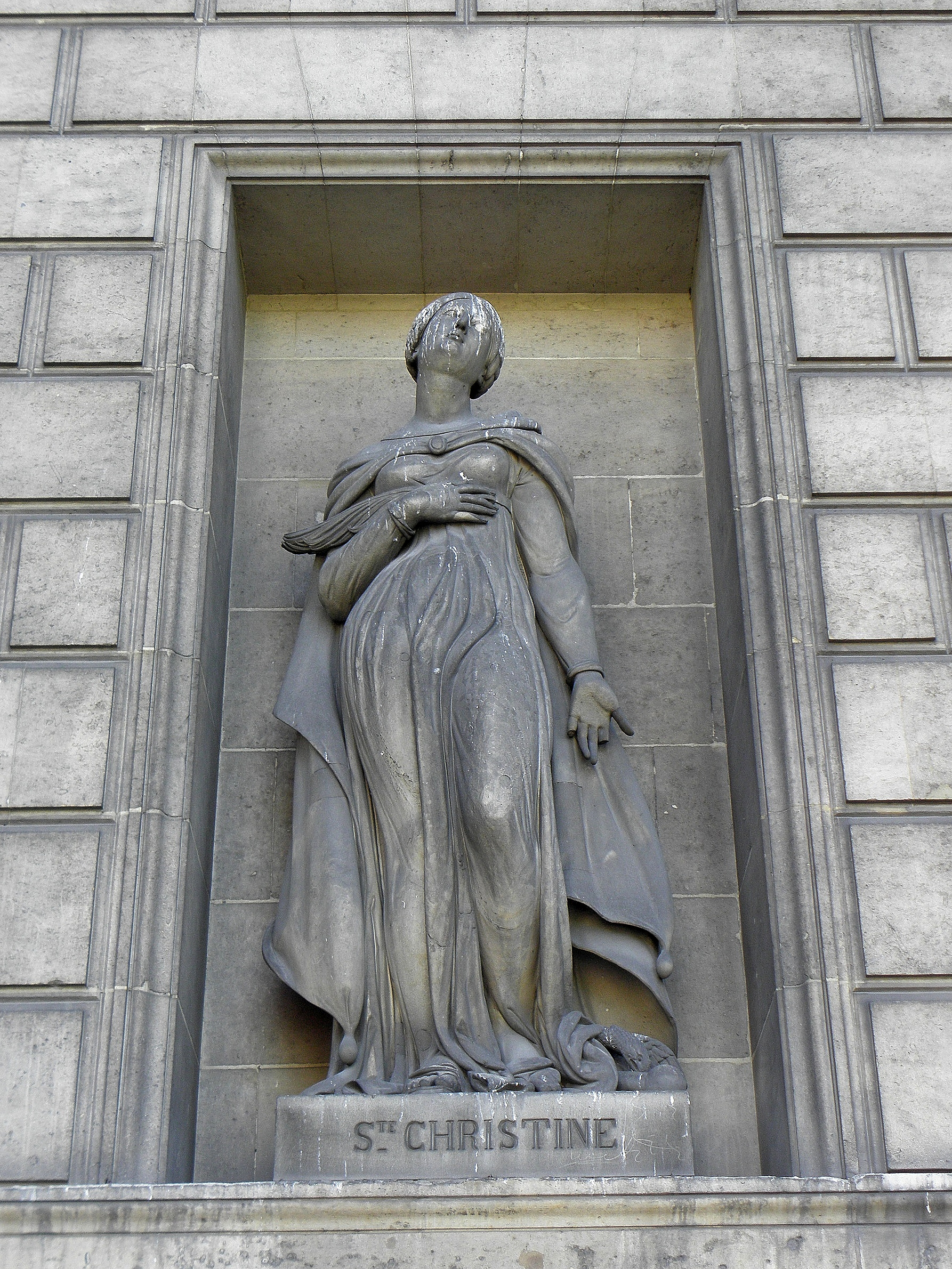
Statue de sainte Christine, église de la Madeleine à Paris

## Sources
- Bellier de La Chavignerie, Émile (1821-1871) et Auvray, Louis (1810-1890), Walcher (Jacques-François) - Dictionnaire général des artistes de l'École française depuis l'origine des arts du dessin jusqu'à nos jours : architectes, peintres, sculpteurs, graveurs et lithographes, Paris, Librairie Renouard, 1882-1885 (lire en ligne)